# 若泉絵子
若泉 絵子（わかいずみ えこ、1966年11月19日 - ）は、日本の声優。E-sprinG代表取締役。本名は入井 絵衣子。旧名は斎藤 かえで。栃木県出身（京都府生まれ、東京都育ち説も
）。身長164cm。体重52kg。血液型はA型。

## 来歴
勝田声優学院、オフィス薫附属声優養成所、映像テクノアカデミア声優科、フリーランス期間、エーエス企画所属（マネージャー兼任）、スタジオ藍丸声優事業部E-sprinG代表を経てE-sprinGの法人化後は代表取締役となる。

## 出演作品

### テレビアニメ
- しあわせソウのオコジョさん（町子、女子中学生B、みゆの母、るる&るかの母、主婦A、ネズミ）
- 時空冒険記ゼントリックス（コンピューター）
- MOUSE（女生徒）

### OVA
- がぁーでぃあんHearts（アナウンス）
- 学校の怪談

### ゲーム
- エスプガルーダ（ジャコウ（覚聖後））
- テネレッツァ（メルクーリオ）
- 大奥記

### 吹き替え
- インプット -記憶-
- カエルになった王子様（シャン会長夫人）
- 奇蹟の詩 サード・ミラクル
- 恋歌（ヨンファ）
- スピン・シティ（ジョイ）
- 千年湖（真聖女王）
- トレマーズ3（女客、少年2、TVレポーター）
- トレマーズ4（妻）
- バビロン5（ゲラ、女性クルー、他）
- プリティ・プリンセス（サンチェス、モターズ夫人）
- ミュータントX（デーナ、女1）

### 吹き替え（アニメ）
- ジャスティス・リーグ（ヒッポリタ（ヒュッポリューテ）、他）

### ナレーション・ボイスオーバー
- 歴史ワイドショウ
- セブンデイズニュース
- 薬用リリィジュCI
- pamaco
- 新東京銀行豊洲センター
- 御坂町の歴史
- シェフ・ド・フランス
- e-Learning
- e-Learning ネットワーク
- 同仁堂整体教育用ビデオ
- フランス式マッサージ
- フィデリティ証券